# Ingå
Ingå (svensk: Ingå, finsk: Inkoo) er en kommune i Nylands landskab i Finland. Kommunen har cirka 5 353 indbyggere og et areal på 954,02 km². Ingå er tosproget med svensk som majoritetssprog (52,5 %) og finsk som minoritetssprog (43,3 %). I 1960 var næsten 90 % af kommunens befolkning svensksprogede. Ingå grænser til kommunerne Raseborg, Lojo, Sjundeå og Kyrkslätt.
Området har været beboet siden stenalderen. Ingå nævnes første gang i skrift i 1300-tallet. Samfundet er opkaldt efter Ingå å. Ifølge en tolkning af Heimskringla landede den hellige Olav, senere konge i Norge, i år 1008 i landsbyen Hirdal (hi:r-) i Ingå.